# Pierre à Cambot

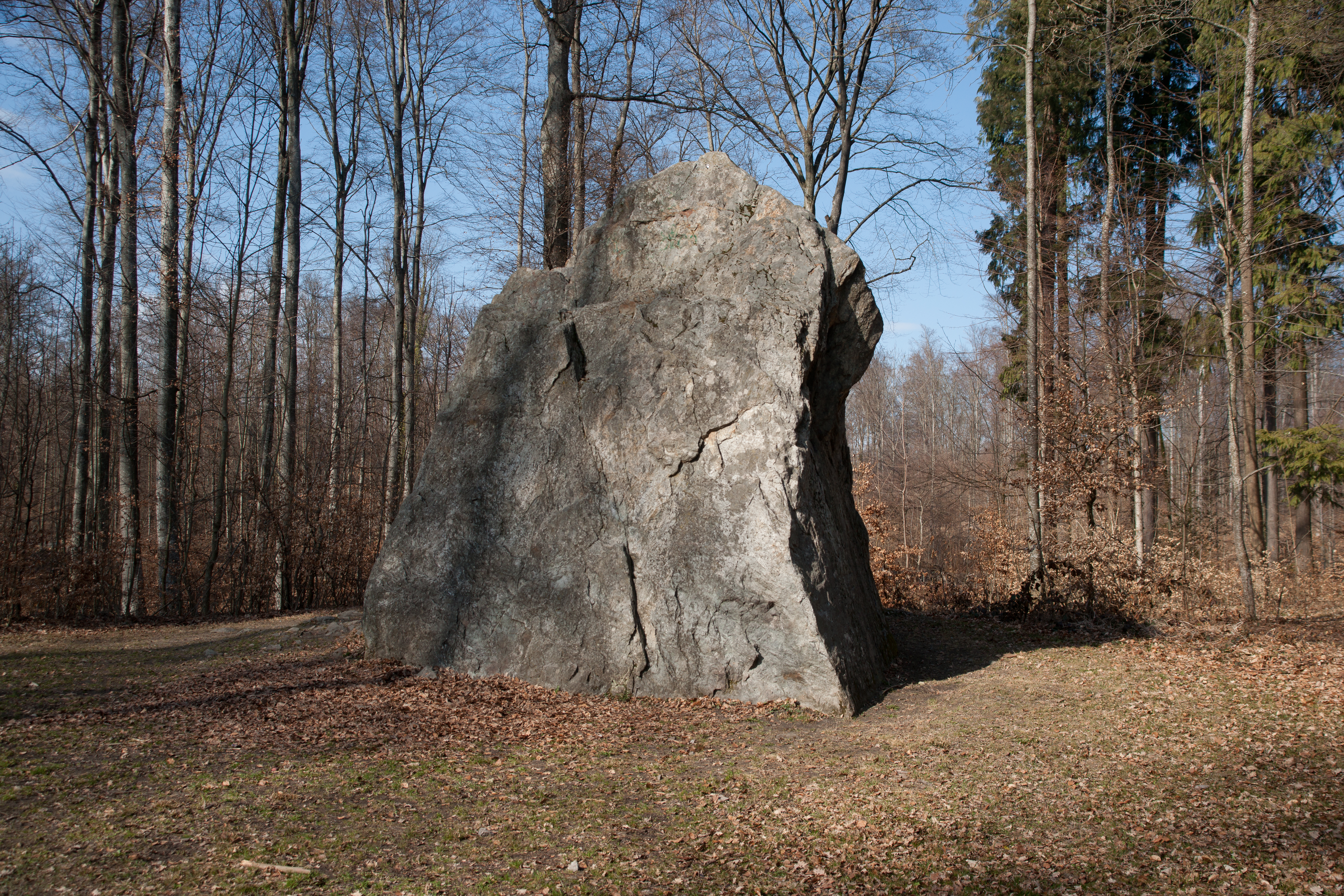
Pierre à Cambot

Die Pierre à Cambot ist ein Findling im Wald von Vernand-Dessous nordwestlich von Romanel-sur-Lausanne in Lausanne im Kanton Waadt in der Schweiz.
Das sichtbare Volumen des Blocks beträgt 50 m³, doch sein unterirdischer Teil soll laut kantonalem Geologiemuseum ebenso gross sein. Das Gesamtgewicht könnte bei 267 Tonnen liegen. Es ist ein Konglomerat, ein Sedimentgestein aus der Karbonzeit vor etwa 300 Millionen Jahren, das identisch in Dorénaz bei Martigny vorkommt. 
Die Pierre à Cambot wurde während der letzten Eiszeit vom Rhonegletscher hierher transportiert. Dieser erstreckte sich vom Rhonetal bis zum Juramassiv, wo er sich teilte. Ein Teil ging in Richtung Lyon, der andere nach Osten Richtung Solothurn. Auf seinem Höhepunkt vor 25'000 Jahren erreichte der Gletscher in Lausanne eine Höhe von fast 1400 Metern, knapp 800 Meter über dem heutigen Standort der Pierre à Cambot.